# EVERYTHING POINT
EVERYTHING POINT（エブリシング・ポイント）は、私立恵比寿中学のドキュメント映像作品シリーズ。略称は「EP」。「EVERYTHING POINT」シリーズの続編にあたる「ここから」「シン・EVERYTHING POINT」についても記述する。

## 概要
近藤キネオ監督による私立恵比寿中学のドキュメンタリー映像作品シリーズ。
| タイトル                                                                                             | 発売日                                           |
| --- | ------------------------------------------------ |
| 私立恵比寿中学 スプリングデフスターとんでんツアー2013 ドキュメントムービー「EVERYTHING POINT」       | 2013年09月27日                                   |
| スプリングソニー・ミュージックレーベルズルーキーツアー2014 ドキュメントムービー「EVERYTHING POINT2」 | 2014年09月24日                                   |
| （EVERYTHING POINT -Limited Edition-）                                                               | 2015年11月28日 （劇場版 公開日）                 |
| 私立恵比寿中学 飛び出せ全十ホールツアー2015 ドキュメントムービー「EVERYTHING POINT3」                | 2015年12月09日                                   |
| 私立恵比寿中学 「EVERYTHING POINT4」                                                                 | 2016年12月21日                                   |
| 私立恵比寿中学 「EVERYTHING POINT 5」                                                                | 2017年12月06日                                   |
| （EVERYTHING POINT -Other Edition-）                                                                 | 2018年02月11日 （劇場版 公開日）                 |
| ここから                                                                                             | 2018年12月19日                                   |
| （EVERYTHING POINT -a new beginning-）                                                               | 2019年03月22日 （劇場版 公開日）                 |
| シン・EVERYTHING POINT                                                                               | 2021年12月22日 2022年03月22日 （アルバムに付属） |

## 2013年
私立恵比寿中学 スプリングデフスターとんでんツアー2013 ドキュメントムービー「EVERYTHING POINT」は、2013年9月27日にDefSTAR RECORDSから発売された映像作品。DVD（DFBL-7172）とBlu-ray（DFXL-29）。
「EVERYTHING POINT」シリーズの第1作目で、2013年4月21日 - 6月9日に開催されたライブツアー「私立恵比寿中学 スプリングデフスターとんでんツアー2013 ～チャンスは今だ!幸運期に乗ってよいこらしょ～」の様子をライブパフォーマンスやオフショットを交えて収録した。

## 2014年
スプリングソニー・ミュージックレーベルズルーキーツアー2014 ドキュメントムービー「EVERYTHING POINT2」は、2014年9月24日にDefSTAR RECORDSから発売された映像作品。DVD（DFBL-7190）とBlu-ray（DFXL-42）。
「EVERYTHING POINT」シリーズの第2作目。新メンバー（小林歌穂・中山莉子）が加入して8人体制初となるライブツアー「私立恵比寿中学スプリングソニー・ミュージックレーベルズルーキーツアー2014～生まれ変わりちょうちょうボーンとエトセトラ～」（2014年4月27日 - 6月15日）に密着したツアードキュメント作品。柏木ひなたソロ曲「Fantastic Baby Love」と松野莉奈ソロ曲「できるかな？」のパフォーマンスも収録。公式動画 - YouTube

## 2015年
私立恵比寿中学 飛び出せ全十ホールツアー2015 ドキュメントムービー「EVERYTHING POINT3」は、2015年12月9日にSME Recordsから発売された映像作品Blu-ray（SEXL-65）。
「EVERYTHING POINT」シリーズの第3作目。ライブツアー「飛び出せ全十ホールツアー2015～わっくわくはるバルーンGOGO～」（2015年4月11日 - 6月27日）に密着したツアードキュメント作品。公式動画 - YouTube
収録内容
1. TOKYO - REHEARSAL - APRIL 4
2. MIYAGI - TOKYO ELECTRON HALL - APRIL 11
3. NIIGATA TERRSA - APRIL 19
4. CHIBA - MORI NO HALL21 - APRIL 25
5. WAKAYAMA MUNICIPAL AUDITORIUM - APRIL 29
6. AICHI - NAGOYA CIVIC ASSEMBLY HALL - MAY 4
7. FUKUOKA CONVENTION CENTER - MAY 6
8. SAPPORO EDUCATION AND CULTURE HALL - MAY 9
9. HIROSHIMA - ASTER PLAZA - MAY 17
10. TOKYO - NHK HALL - MAY 20
11. TOKYO - NHK HALL - MAY 21
12. OSAKA - ORIX THEATER - JUNE 6
13. 夏だぜジョニー（7人 ver.）
14. KANAGAWA PREFECTURAL CIVIC HALL - JUNE 18
15. TOKYO - NHK HALL - JUNE 27
16. ムスタファ
17. 仮契約のシンデレラ
18. またあえるかな（彩花へ ver.）
19. ENDING

## 2016年
EVERYTHING POINT4は、2016年12月21日にSME Recordsから発売された映像作品Blu-ray（SEXL-82）。
「EVERYTHING POINT」シリーズの第4作目。ライブツアー「JapanホールKeikiiiiツアー2016～the snack bar in gakugeeeekai～」（2016年4月23日 - 7月2日）を中心に密着したツアードキュメント作品。
収録内容
1. PROLOGUE
2. FAN CLUB EVENT － JANUARY 31
3. TOKYO － REHEARSAL － APRIL 17
4. CHIBA － REHEARSAL － APRIL 22
5. CHIBA － ICHIHARASHI SHIMIN KAIKAN － APRIL 23
6. FUKUOKA SUNPALACE － MAY 1
7. AICHI － NAGOYA CONGRESS CENTER － MAY 3
8. OSAKA INTERNATIONAL CONVENTION CENTER － MAY 5
9. HIROSHIMA － UENO GAKUEN HALL － MAY 8
10. SAITAMA － SONIC CITY HALL － MAY 14
11. KAGAWA － REXXAM HALL － MAY 15
12. HOKKAIDO － NITORI BUNKA HALL － MAY 22
13. TOKYO － NHK HALL － MAY 27
14. OKINAWA SHIMIN KAIKAN － JUNE 4
15. NIIGATA PREFECTURAL CIVIC CENTER － JUNE 11
16. MIYAGI － SENDAI SUNPLAZA － JUNE 12
17. KANAGAWA － PACIFICO YOKOHAMA － JUNE 19
18. HYOGO － KOBE KOKUSAI HALL － JUNE 25
19. TOKYO INTERNATIONAL FORUM HALL A － JULY 2
20. EPILOGUE

## 2017年
EVERYTHING POINT 5は、2017年12月6日にSME Recordsから発売された映像作品Blu-ray（SEXL-107～108）。
「EVERYTHING POINT」シリーズの第5作目。ディスク1は、松野莉奈の急逝(2017年2月8日)に直面しながらも完全新作アルバムを携え開催したライブツアー「IDOL march HALLTOUR 2017～今、君とここにいる～」（2017年4月22日 - 7月16日）に密着したドキュメント作品。ディスク2は、7月16日に開催されたツアーファイナル東京公演のライブ映像を収録。公式動画 - YouTube
ディスク1
1. TOKYO - REHEARSAL
2. TOKYO - OLYMPUS HALL HACHIOJI - APRIL 22
3. NIIGATA PREFECTURAL CIVIC CENTER - APRIL 23
4. OSAKA INTERNATIONAL CONVENTION CENTER - APRIL 29
5. OSAKA INTERNATIONAL CONVENTION CENTER - APRIL 30
6. MIYAGI - SENDAI SUNPLAZA - MAY 3
7. AICHI - NAGOYA CONGRESS CENTER - MAY 5
8. HIROSHIMA - JMS ASTER PLAZA - MAY 6
9. FUKUOKA CIVIC HALL - MAY 13
10. KANAGAWA - PACIFICO YOKOHAMA - MAY 20
11. GIFU - TOKI CITY CULTURAL PLAZA - MAY 27
12. SHIZUOKA CITY CULTURE HALL - MAY 28
13. SAITAMA - SONIC CITY HALL - JUNE 10
14. HOKKAIDO - WAKWAK HOLIDAY HALL - JUNE 18
15. CHIBA - ICHIKAWA CITY CULTURAL HALL - JUNE 24
16. IWATE - MORIOKA CIVIC CULTURAL HALL - JUNE 25
17. OKINAWA CONVENTION CENTER - JULY 1
18. EHIME - MATSUYAMA CIVIC HALL - JULY 8
19. ISHIKAWA - HONDANOMORI HALL - JULY 15
20. TOKYO INTERNATIONAL FORUM HALL A - JULY 16
21. 感情電車 (松野莉奈ver.)

ディスク2（2017年7月16日収録のライブ映像）
1. ebiture
2. ゑびすとてたまわんせむ
3. 制服"報連相"ファンク
4. CHAN-CHARA-CHAN
5. 金八DANCE MUSIC
6. 放課後ゲタ箱ロッケンロールMX
7. MC 自己紹介
8. フォーエバー中坊
9. ハイタテキ!
10. MISSION SURVIVOR
11. まっすぐ
12. MC
13. Go!Go!Here We Go!ロック・リー
14. コミックガール
15. 君のままで
16. 手をつなごう
17. MC
18. 藍色のMonday
19. さよならばいばいまたあした
20. スターダストライト
21. 春の嵐
22. MC
23. 紅の詩
24. なないろ
25. 感情電車
26. MC ～ アンコール
27. 全力☆ランナー
28. フレ!フレ!サイリウム
29. サドンデス
30. えびぞりダイアモンド!!
31. MC ～ エンディングVTR

## 2018年
ここからは、2018年12月19日にSME Recordsから発売された映像作品Blu-ray（SEXL-128）。
「EVERYTHING POINT」シリーズの続編となる今作は、タイトルを「ここから」と一新し、岡崎体育のナレーションを配した。6人体制で初となる2018年春のライブツアーから、夏の「ファミえん」、秋の「ちゅうおん」までを密着した作品。公式動画 - YouTube
収録内容
1. 2018.4.15 春ツアー リハーサル
2. 2018.4.16 春ツアー リハーサル
3. 2018.4.21 春ツアー 山梨
4. 2018.4.22 春ツアー 埼玉
5. 2018.4.28 春ツアー 東京
6. 2018.5.3 春ツアー 大阪 Day1
7. 2018.5.4 春ツアー 大阪 Day2
8. 2018.5.5 フリーライブ 大阪
9. 2018.5.6 春ツアー 神奈川
10. 2018.5.13 春ツアー 静岡
11. 2018.5.25 レッスン
12. 2018.5.26 春ツアー 新潟
13. 2018.6.2 春ツアー 香川
14. 2018.6.9 フリーライブ 東京
15. 2018.6.15 春ツアー 千葉
16. 2018.6.16 春ツアー 茨城
17. 2018.6.23 春ツアー 宮城
18. 2018.6.24 春ツアー 福島
19. 2018.7.7 春ツアー 福岡
20. 2018.7.8 春ツアー 熊本
21. 2018.7.15 春ツアー 沖縄
22. 2018.7.22 春ツアー 東京
23. 2018.8.18 ファミえん Day1
24. 2018.8.19 ファミえん Day2
25. 2018.9.19 ちゅうおん リハーサル
26. 2018.9.21 ちゅうおん リハーサル

## シン・EVERYTHING POINT
2021年に新メンバー3名（桜木心菜 小久保柚乃 風見和香）が加入してからのエビ中を追ったドキュメンタリー「シン・EVERYTHING POINT」が制作されている。
2021年5月の新メンバー加入から安本彩花の復帰、THE FIRST TAKE出演、9人体制初のレコーディングがあった2021年夏までを追った「シン・EVERYTHING POINT 1/2」は、ライブアルバム『エビ中 秋声と螻蛄と音楽の輝き 題して「ちゅうおん」2021』期間生産限定盤（SECL-2730～2732、2021年12月22日発売）に付属するBlu-rayに収録。
2021年9月の9人体制初「ちゅうおん」から12月の大学芸会までは「シン・EVERYTHING POINT 2/2」としてアルバム「私立恵比寿中学」完全生産限定盤B（SECL-2742〜2743、2022年3月22日発売）に付属するBlu-rayに収録されている。

## 劇場版
近藤キネオ監督による私立恵比寿中学のドキュメンタリーシリーズ「EVERYTHING POINT」（エブリシング・ポイント）の劇場版。2020年春からYouTubeにて期間限定で公開されている。
EVERYTHING POINT -Limited Edition- 公式動画 - YouTube
2015年11月28日初公開。2015年の春ツアーまでの密着素材と、DVD・Blu-rayの未公開シーンなどが加えられた劇場版オリジナル作品
EVERYTHING POINT -Other Edition- 公式動画 - YouTube
2018年2月11日初公開。2017年の春ツアーから2018年の新春大学芸会までを「EVERYTHING POINT 5」未収録シーンも含めて映像化した作品
EVERYTHING POINT -a new beginning- 公式動画 - YouTube
2019年3月22日初公開。2018年の春ツアーから夏の「ファミえん」、秋の「秋田分校」、冬の「クリスマス大学芸会2018」、2019年のファンクラブイベントまでを密着した作品